# Coccoloba leonardii
Coccoloba leonardii är en slideväxtart som beskrevs av Howard. Coccoloba leonardii ingår i släktet Coccoloba och familjen slideväxter. Inga underarter finns listade i Catalogue of Life.